# Надер і Симін: Розлучення
«Надер і Симін: Розлучення» (перс. جدایی نادر از سیمین) — іранський фільм-драма 2011 року режисера Асгара Фархаді про конфлікти та суперечності у сучасному іранському суспільстві.
У 2012 році картина здобула низку нагород та номінацій, зокрема премії «Оскар», «Золотий глобус» та «Сезар» за найкращий фільм іноземною мовою, а також «Золотого ведмедя» Берлінського кінофестивалю. В цілому стрічка отримала близько 130 нагород та номінацій. В Україні фільм було представлено у позаконкурсній програмі 41-го Київського міжнародного кінофестивалю «Молодість». На 13 серпня 2021 року фільм займав 116-у позицію у списку 250 кращих фільмів за версією IMDb.

## Сюжет
Надер і Симін у шлюбі 14 років, їх доньці Терме незабаром має виповнитися одинадцять. Вони освічені та прогресивні, мають сталу роботу, мешкають у просторій квартирі в одному з великих міст Ірану, але все ж таки вирішують залишити країну. Коли дозвіл на виїзд вже було отримано, Надер змінює свої попередні наміри й хоче залишитися, аби доглядати батька, який страждає на хворобу Альцгеймера. Симін, наполягаючи на еміграції, вирішує розлучитися та забрати дочку з собою. Суперечка приводить їх до суду. Суд, зваживши надані аргументи обох сторін, визнав їх недостатніми для розлучення.
Симін, все ж таки сподіваючись досягти своєї мети, тимчасово переїздить жити до матері, а Терме, в надії на примирення батьків, залишається з Надером. Надер для догляду за хворим батьком наймає Разіє — бідну, дуже релігійну жінку, чоловік якої вже сам давно без роботи. Згодом, через недбалість Разіє, хворий мало не загинув. Розлютившись Надер виштовхав її за двері, що призвело до низки драматичних подій у житті всіх головних героїв.

## Сценарій
В основі сценарію картини — особистий життєвий досвід Асгара Фархаді та реалії сьогодення сучасного іранського суспільства: його побут, культура, релігія, класове розшарування.
Автор вважає, що фільм має спонукати глядачів до роздумів, мислення, а тому за сценарієм він завершується запитанням, а не відповіддю. В одному зі своїх інтерв'ю А. Фархаді так висловився з цього приводу:
Якщо ви даєте своєму глядачеві відповідь, то для нього ваша картина просто закінчується у кінотеатрі. 
Але, якщо ж ви ставите запитання, то, насправді, після перегляду, ваш фільм для нього тільки починається. Фактично, ваш фільм буде продовжуватися всередині глядача.
У вересні 2010 року іранське Міністерство культури та ісламської орієнтації зупинило зйомки фільму через висловлювання Асгара Фархаді, під час його промови у Будинку кіно Ірану, на підтримку режисерів-співвітчизників, прихильників опозиції: Мохсена Махмальбафа (знаходиться у вигнанні) та ув'язненого Джафара Панагі. За офіційним повідомленням міністерства, заборону зняли після того, як режисер перепросив за свої слова.

## Музика
Музичний супровід фільму фактично відсутній, за винятком фінальної сцени, коли Надер та Симін очікують на рішення судді. На думку режисера, такий засіб має підкреслити реалістичність атмосфери стрічки та зосередити увагу глядачів на емоціях головних героїв.

## Актори

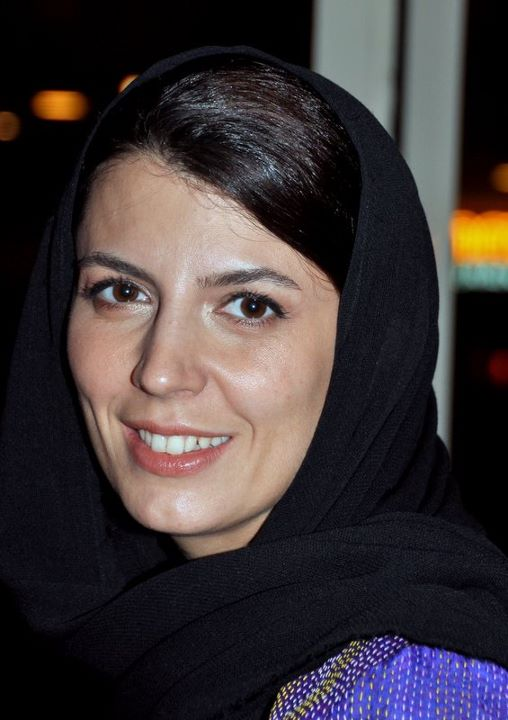
Лейла Хатамі

| Актор             | Роль          |
| ----------------- | ------------- |
| Пейман Моаді      | Надер         |
| Лейла Хатамі      | Симін         |
| Саре Баят         | Разіє         |
| Шахаб Хоссейні    | Ходжат        |
| Саріна Фархаді    | Терме         |
| Маріла Зареї      | пані Гараї    |
| Алі-Асгар Шахбазі | батько Надера |
| Бабак Карімі      | слідчий       |
| Кімія Хоссейні    | Сомайє        |
| Ширін Язданбакш   | мати Симін    |
| Сахабану Золгадр  | Азам          |

## Відгуки критики
За підсумками вебресурсу Metacritic, у загальному переліку фільмів, найбільш часто згадуваних критиками у 2011 році, стрічка посіла 7-е місце, а сайт IMDb зібрав на нього у своїй базі більше ніж 300 рецензій.
- Американський кінокритик Роджер Еберт у своєму переліку найкращих фільмів 2011 року розмістив стрічку на 1-му місці:

«Розлучення» стане одним з тих безсмертних шедеврів, які дивитимуться і через десятиліття.
Корисним є портрет сучасного Ірану, зображений у «Розлученні». Дещо збуджена американська політична риторика змальовує його як націю ізгоїв, котрим не терпиться розпочати ядерну війну. Я боюся, що занадто багато американців уявляють собі іранців власниками гаремів, які їздять на верблюдах. Звичайно, деякі іранські покарання за подружню зраду, про які ми читаємо, виглядають середньовічними. Але цей фільм показує більш складну націю, а її гідні представники намагаються чинити правильно.
- Джо Моргенштерн («Волл-стріт джорнел») у своєму переліку найкращих фільмів 2011 року розмістив стрічку на 1-му місці, назвавши її «шедевром світового значення»[12]:

«Розлучення» — це далека від комедії, захоплююча драма (у чомусь подібна «Крамер проти Крамера»), а субтитровані діалоги з перської — насичені та багаті. Однаково, одне веде до другого з такою легкістю і невблаганною логікою, що тексти могли бути записані автором просто за людьми з екрану.
- Пітер Райнер («The Christian Science Monitor») у своєму переліку найкращих фільмів 2011 року розмістив стрічку на 1-му місці:

Потужна драма іранського режисера Асгара Фархаді є яскравим прикладом того, як через невеликий сімейний конфлікт може бути проілюстрована набагато масштабніша криза в суспільстві. Фільм невблаганно набирає силу, доки, здається, весь спектр людських взаємовідносин не заграє перед нашими очима.
- Катерина Барабаш («Український тиждень»)

Режисер так майстерно розвинув інтригу, так вибудував драматургію, що під час перегляду щомиті очікуєш: ось зараз, у наступну секунду станеться щось хороше, правильне: чи то справедливість запанує, чи то подружжя передумає розлучатися. Режисер однією рукою підкидає глядачеві надію на щасливий кінець, а другою підступно її руйнує.

## Нагороди та номінації
Картина отримала численну кількість нагород та номінацій (82 та 45 відповідно) і стала справжнім проривом іранського кінематографа, здобувши перший в його історії «Золотий глобус» за найкращий фільм іноземною мовою, а також ставши першим іранським фільмом, номінованим на премію БАФТА за найкращий неангломовний фільм. Окрім того, це перший фільм, який зміг вибороти трьох Ведмедів Берлінського кінофестивалю. Разом з тим, офіційний Іран, який після «Оскара» за найкращий фільм іноземною мовою назвав стрічку тріумфом іранського кіно, невдовзі змінив свою думку і заборонив проведення раніше погодженої, урочистої церемонії з цього приводу — привітання на батьківщині автора картини, Асгара Фархаді.
| Берлінський міжнародний кінофестиваль 2011 - «Золотий ведмідь» за найкращий фільм: Асгар Фархаді - «Срібний ведмідь найкращому актору»: Пейман Моаді, Шахаб Хоссейні, Бабак Карімі, Алі-Асгар Шахбазі - «Срібний ведмідь найкращій акторці»: Лейла Хатамі, Саре Баят, Саріна Фархаді, Кімія Хоссейні - Приз екуменічного журі: Асгар Фархаді - Приз читачів газети «Berliner Morgenpost»: Асгар Фархаді Міжнародний кінофестиваль «Фаджр» 2011 (Іран) - «Кришталевий Сімург» за найкращу режисерську роботу: Асгар Фархаді - «Кришталевий Сімург» за найкращий сценарій: Асгар Фархаді - «Кришталевий Сімург» за найкращу операторську роботу: Махмуд Каларі - «Кришталевий Сімург» за найкращий запис звуку: Махмуд Самакбаши - Почесний диплом найкращому акторові у ролі другого плану: Шахаб Хоссейні - Почесний диплом найкращій акторці у ролі другого плану: Саре Баят - Приз глядацьких симпатій за найкращий фільм: Асгар Фархаді - номінації: 12 Церемонія вшанування іранського кіно 2011 (Іран) - Нагорода за найкращий фільм: Асгар Фархаді - Нагорода за найкращу режисерську роботу: Асгар Фархаді - Нагорода за найкращий оригінальний сценарій: Асгар Фархаді - Нагорода найкращому акторові другого плану: Шахаб Хоссейні - Нагорода за найкращий постер фільму: Аліреза Носраті - номінації: 10 Сіднейський міжнародний кінофестиваль 2011 (Австралія) - Приз за найкращий фільм: Асгар Фархаді Міжнародний кінофестиваль у Мельбурні 2011 (Австралія) - Приз глядацьких симпатій за найкращий фільм: Асгар Фархаді Фестиваль світового кіно в Амстердамі 2011 - Почесний приз глядацьких симпатій за найкращий фільм: Асгар Фархаді Єреванський міжнародний кінофестиваль «Золотий абрикос» 2011 - «Золотий абрикос» за найкращий фільм: Асгар Фархаді Санкт-Петербурзький міжнародний кінофорум 2011 - Гран-прі за найкращий фільм: Асгар Фархаді Міжнародний кінофестиваль у Сан-Себастьяні 2011 (Іспанія) - Нагорода «Інший погляд» від телеканалу TVE: Асгар Фархаді Ризький міжнародний кінофорум «Арсенал» 2011 (Латвія) - Приз ФІПРЕССІ (міжнародний конкурс): Асгар Фархаді Міжнародний кінофестиваль у Палм-Спрінгс 2012 (США) - Приз ФІПРЕССІ (найкраща актриса): Лейла Хатамі, Саре Баят, Саріна Фархаді Міжнародний кінофестиваль у Ванкувері 2011 (Канада) - Приз глядацьких симпатій ROGERS: Асгар Фархаді Міжнародний кінофестиваль у Торонто 2011 (Канада) - Другий приз глядацьких симпатій Cadillac: Асгар Фархаді Дурбанський міжнародний кінофестиваль 2011 (ПАР) - Найкращий фільм: Асгар Фархаді - Найкращий сценарій: Асгар Фархаді Кінофестиваль у Пулі 2011 (Хорватія) - «Арена» за найкращий фільм (міжнародний конкурс): Асгар Фархаді Кінофестиваль «Фільми Півдня» 2011 (Норвегія) - номінації: - «Срібне дзеркало» за найкращий повнометражний фільм: Асгар Фархаді Міжнародний кінофестиваль у Фукуоці 2011 (Японія) - «Премія аудиторії Фукуоки» за найкращий фільм: Асгар Фархаді Кінофестиваль в Абу-Дабі 2011 - Спеціальний приз журі: Асгар Фархаді Індійський міжнародний кінофестиваль 2011 - «Срібний павич» за найкращу режисерську роботу: Асгар Фархаді Міжнародний кінофестиваль у Джайпурі 2012 (Індія) - «Золотий верблюд» за найкращу режисерську роботу: Асгар Фархаді - Премія найкращій акторці в міжнародній категорії: Саре Баят Міжнародний Фестиваль операторського мистецтва «Camerimage» 2011 - «Срібна жаба»: Махмуд Каларі Спільнота кінокритиків Нью-Йорка 2011 - Премія за найкращий фільм іноземною мовою: Асгар Фархаді Мережеві кінокритики Нью-Йорка 2011 - Премія за найкращий фільм іноземною мовою: Асгар Фархаді Асоціація кінокритиків Лос-Анджелеса 2011 - Премія за найкращий сценарій: Асгар Фархаді - Друга премія за найкращий фільм іноземною мовою: Асгар Фархаді Спілка кінокритиків Бостона 2011 - Другий приз за найкращий фільм іноземною мовою: Асгар Фархаді Асоціація кінокритиків Чикаго 2011 - Премія за найкращий фільм іноземною мовою: Асгар Фархаді - номінації: - Найкращий оригінальний сценарій: Асгар Фархаді Асоціація кінокритиків Далласа — Форт-Уерта 2011 - Премія за найкращий фільм іноземною мовою: Асгар Фархаді Асоціація кінокритиків Півночі Техасу 2011 - Премія за найкращий фільм іноземною мовою: Асгар Фархаді Асоціація кінокритиків Півдня США 2011 - Премія за найкращий фільм іноземною мовою: Асгар Фархаді Асоціація кінокритиків Юти 2011 - Премія за найкращий неангломовний фільм: Асгар Фархаді Асоціація кінокритиків Денвера 2011 - Премія за найкращий неангломовний фільм: Асгар Фархаді Товариство кінокритиків Канзасу 2011 - Премія за найкращий фільм іноземною мовою: Асгар Фархаді Асоціація кінокритиків Ванкувера 2011 - Премія за найкращий фільм іноземною мовою: Асгар Фархаді Товариство письменників-сценаристів Іспанії 2011 - номінації: - Премія СЕС за найкращий іноземний фільм: Асгар Фархаді | Оскар 2011 - Найкращий фільм іноземною мовою: Асгар Фархаді - номінації: - Найкращий оригінальний сценарій: Асгар Фархаді Золотий глобус 2011 - Найкращий фільм іноземною мовою: Асгар Фархаді Сезар 2012 - Найкращий фільм іноземною мовою: Асгар Фархаді Премія БАФТА 2012 - номінації: - Найкращий неангломовний фільм: Асгар Фархаді Золотий жук 2011 - Найкращий фільм іноземною мовою: Асгар Фархаді Премія Давид ді Донателло 2012 - Найкращий фільм іноземною мовою: Асгар Фархаді Премія британського незалежного кіно 2011 - Найкращий іноземний незалежний фільм: Асгар Фархаді Премія «Світове кіно» телеканалу BBC Four 2011 - Найкращий фільм: Асгар Фархаді Кінопремія Азійсько-Тихоокеанського регіону 2011 - Найкращий художній фільм: Асгар Фархаді - номінації: - Досягнення у режисерській роботі: Асгар Фархаді - Найкраща гра актора: Пейман Моаді - Найкращий сценарій: Асгар Фархаді Азійська кінопремія 2012 - Найкращий фільм: Асгар Фархаді - Найкращий режисер: Асгар Фархаді - Найкращий автор сценарію: Асгар Фархаді - номінації: - Найкраща актриса: Лейла Хатамі - Найкращий монтаж: Хайедех Сафіярі Південна премія 2012 (Аргентинська академія кінематографічних мистецтв і наук) - номінації: - Найкращий іноземний фільм: Асгар Фархаді Роберт 2011 (Академія кінематографу Данії) - номінації: - Найкращий іноземний (неамериканський) фільм: Асгар Фархаді Премія «Супутник» 2011 - номінації: - Найкращий фільм іноземною мовою: Асгар Фархаді Премія «Незалежний дух» 2012 - Найкращий міжнародний фільм: Асгар Фархаді Премія «Боділ» 2012 - Найкращий неамериканський фільм: Асгар Фархаді Премія «NAACP Image Award» 2012 (Національна асоціація сприяння прогресу кольорового населення) - номінації: - Видатний іноземний кінофільм: Асгар Фархаді Національна рада кінокритиків США 2011 - Премія за найкращий фільм іноземною мовою: Асгар Фархаді Національне товариство кінокритиків США 2011 - Премія за найкращий фільм (третє місце): Асгар Фархаді - Премія за найкращий сценарій: Асгар Фархаді - Премія за найкращий фільм іноземною мовою: Асгар Фархаді Асоціація кінокритиків мовних компаній 2012 (США) - Премія за найкращий фільм іноземною мовою: Асгар Фархаді Союз жінок-кінокритиків 2011 (США) - номінації: - Найкращий іноземний фільм жінки або про жінок: Асгар Фархаді Альянс жінок-кіножурналістів 2011 - Найкращий неангломовний фільм: Асгар Фархаді Спільнота онлайн-кінокритиків 2011 - Найкращий фільм іноземною мовою: Асгар Фархаді - номінації: - Найкращий оригінальний сценарій: Асгар Фархаді Міжнародне співтовариство кіноманів 2012 - Премія за фільм: Асгар Фархаді - Премія за неангломовний фільм: Асгар Фархаді - Премія за оригінальний сценарій: Асгар Фархаді - Премія за склад акторів: Асгар Фархаді - Премія за режисерську роботу (друге місце): Асгар Фархаді - Премія акторові (друге місце): Пейман Моаді - Премія акторові другого плану (друге місце): Шахаб Хоссейні - номінації: - Актриса: Лейла Хатамі - Актриса другого плану: Саре Баят - Монтаж: Хайедех Сафіярі Лондонський Союз кінокритиків 2011 - Фільм року іноземною мовою: Асгар Фархаді - Сценарист року: Асгар Фархаді - Актриса року другого плану: Саре Баят - номінації: - Фільм року: Асгар Фархаді - Режисер року: Асгар Фархаді Дублінський Союз кінокритиків 2011 - ТОП-10 найкращих фільмів: Асгар Фархаді Союз кінокритиків Франції 2012 - номінації: - Гран-прі за найкращий іноземний фільм: Асгар Фархаді Товариство незалежного кіно «Хлотрудіс» 2012 (Бостон) - Премія за найкращу режисерську роботу: Асгар Фархаді - Премія за найкраще виконання ансамблем акторів: Асгар Фархаді - номінації: - Найкращий актор другого плану: Шахаб Хоссейні |